# L'Amour à mort
L'Amour à mort is een Franse dramafilm uit 1984 onder regie van Alain Resnais.

## Verhaal
Simon heeft een bijna-doodervaring. Als hij weer tot leven komt, weigert hij medische tests te ondergaan. Zijn vriendin Élisabeth en hijzelf zullen rekening moeten houden met een eventueel overlijden van Simon. Ze besluiten om enkele bevriende geestelijken te vertellen over de ervaring.

## Rolverdeling
| Acteur             | Personage        |
| ------------------ | ---------------- |
| Sabine Azéma       | Élisabeth Sutter |
| Fanny Ardant       | Judith Martignac |
| Pierre Arditi      | Simon Roche      |
| André Dussollier   | Jérôme Martignac |
| Jean Dasté         | Dr. Rozier       |
| Geneviève Mnich    | Anne Jourdet     |
| Jean-Claude Weibel | Specialist       |
| Louis Castel       | Michel Garenne   |
| Françoise Rigal    | Juliette Dotax   |
| Françoise Morhange | Mevrouw Vigne    |